# Футуна
Футуна (на английски: Futuna) е малък остров в Тихи океан в архипелага Нови Хебриди, част от територията на Република Вануату, а по административен показател попада в провинция Тафеа. Островът се намира в близост до островите Тана, Анива, и Анейтюм.

## География
Островът се намира в архипелага Нови Хебриди в Тихия океан. На запад е остров Тана, на северозапад е остров Анива, на югозапад е остров Анеитум. Футуна е най-източният остров на Вануату. Той има вулканичен произход и представлява вулканичен конус, заобиколен от коралов риф. Бреговете на Футуна са стръмни. В центъра на острова е платото Татаву. Вулканът, съставляващ основата на Футуна, за последно е бил активен в Плейстоцена, поне преди 11 000 години. Най-високата точка на острова достига 643 m. Климатът на Футуна е тропичен. Средните годишни валежи надвишават 1500 мм. Островът е предразположен към циклони и земетресения.

## История
Остров Футуна, подобно на Анива, е бил обитаван от полинезийци от островите Тонга и Футуна (западно от Самоа), които се смесили с имигранти от съседния остров Тана. Островът е открит на 20 август 1774 г. от английския пътешественик Джеймс Кук, който го нарича „Имер Айлънд“. През март 1906 г. Футуна, подобно на другите острови на Нови Хебриди, се превръща в съвместно владение на Франция и Великобритания, като така архипелагът получава статут на англо-френски кондоминиум.. На 30 юни 1980 г. Нови Хебриди придобиват независимост от Великобритания и Франция, а Футуна става територия на Република Вануату.

## Население
Понякога островът се нарича „Западна Футуна“, за да се разграничава от остров Футуна, който е част от Уолис и Футуна. Въпреки факта, че островът е географски разположен в рамките на Меланезия, според културните характеристики на населението, той се причислява към Полинезия. През 2009 г. населението на Футуна е 526 души. Основното занимание на местните жители е селското стопанство. На острова има изградено летище. Островът е разделен на десет области: Ираро, Итапапа, Итапасеси, Матанги, Матовеи, Набао, Нариари, Ракаороа, Серинао и Чинароа. Жителите на острова в специален стил изпълняват християнски химни, въведени от мисионери от XIX век. Местното население говори езика на Футуна Анива (Западна Футуна), свързана с футунските езици, които от своя страна принадлежат на ядрено-полинезийските..